# Charles Moncharmont
Pour les articles homonymes, voir Montcharmont.
Charles Moncharmont, né Charles Louis Comte le 16 avril 1870 à Lyon, où il est mort le 27 février 1941,, est un acteur français.
Il a dirigé le théâtre des Célestins pendant 35 ans de 1906 à sa mort en 1941.

## Hommages

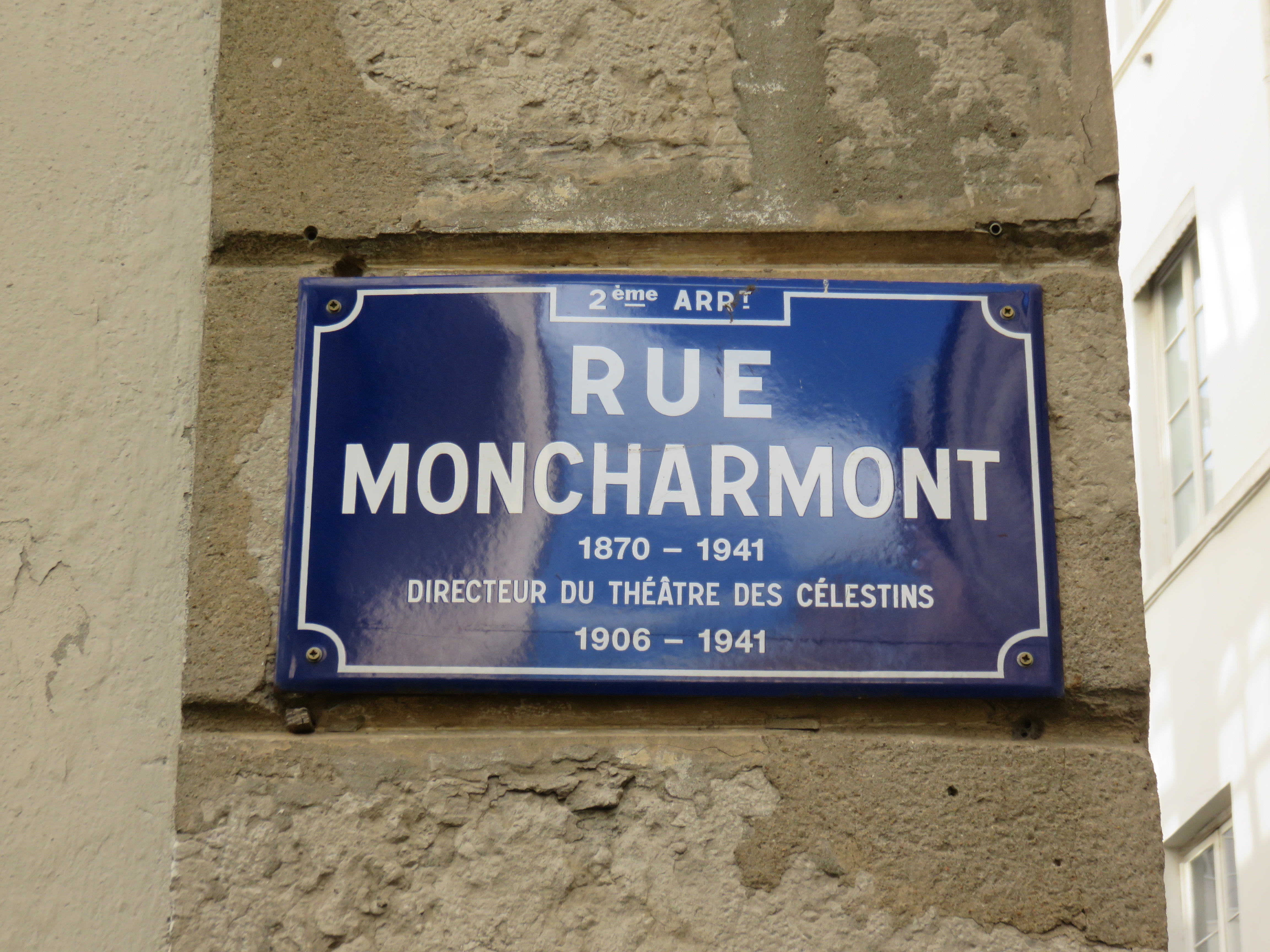
Plaque de la rue.

- Une rue de Lyon, proche du théâtre des Célestins, porte son nom.